# Wellington, Africa de Sud
Wellington este un oraș din provincia Wes-Kaap, Africa de Sud.